# 어사대부 이적 묘
어사대부 이적 묘는 대한민국 경기도 양평군 지평면 지평리에 있다. 1986년 5월 30일 양평군의 향토유적 제22호로 지정되었다.

## 개요
묘역은 약 50여평 규모로, 묘의 봉분 우측에는 묘비, 중앙에는 상석, 향로석, 그 좌우에는 문인석이 배치되어 있다. 묘비는 고비(古碑)로서 비두는 투구형이며 대석을 갖추었으나 마모가 심하여 비문의 판독은 불가능하다. 묘비의 재료는 화강석이며 규모는 높이 123cm, 폭 36cm, 두께 16cm이다. 이적(李勣, 1162~1225)장군은 고려 고종 때의 무신으로 본관은 지평(砥平)이며 대장군 준선(俊善)의 아들이다.

## 같이 보기
- 이적